# Rubielos de Mora
Rubielos de Mora – gmina w Hiszpanii, w prowincji Teruel, w Aragonii, o powierzchni 63,72 km². W 2011 roku gmina liczyła 755 mieszkańców.